# Fallen Angel's Symphony
Fallen Angel's Symphony es el segundo álbum de estudio de la banda Ancient Ceremony, lanzado en el año 1999 por la discográfica inglesa Cacophonous Records. Tiene un total de 9 canciones, grabadas en el otoño de 1998 en los estudios de Cacophonous. Las canciones fueron mezcladas por Bruno Kramm, actual miembro de la banda Das Ich, y masterizadas por Guy Danie.

## Lista de canciones[1]
| Edición Estándar |                                                 |          |  |
| N.º              | Título                                          | Duración |  |
| 1.               | «Death in Desire's Masquerade»                  | 7:00     |  |
| 2.               | «Brides Ghostly Grace»                          | 6:04     |  |
| 3.               | «Black Roses on Her Grave (Desdemona's Secret)» | 4:08     |  |
| 4.               | «Devil's Paradise»                              | 5:05     |  |
| 5.               | «The Tragedy of Forsaken Angels»                | 7:44     |  |
| 6.               | «Amidst Crimson Stars»                          | 3:44     |  |
| 7.               | «Babalon Ascends»                               | 5:23     |  |
| 8.               | «Symphoni Satani»                               | 4:22     |  |
| 9.               | «Vampyresque Wedding Night (Moonlight Love)»    | 4:32     |  |
| 48:02            |                                                 |          |  |

## Créditos[4]
- Chris Anderle - Vocalista
- Patrick Meyer - Guitarrista
- Marc Barbian - Guitarrista
- Jones - Bajista
- Christoph Mertes - Batería
- Stefan Müller - Teclista
- Erna Siikavirta - Voz soprano
- Cynthia Schiltz-Follmann - Voz alto